# Brårud
Brårud är en tätort i Nes kommun i Akershus fylke i sydöstra Norge. Tätorten hade 461 invånanre den 1 januari 2022. Orten ligger fem kilometer från Kampå, tio kilometer från Vormsund och 15,5 kilomter från kommunens centralort Årnes. Invånarna som går till kyrkan söker sig till Fenstads kyrka då den egna orten inte har någon kyrka. 
Brårud hade förut en skola, Bråruds skola som öppnades år 1975. Skolan hade elever i klasserna 1-7. Den stängdes år 2000.